# Chronologie des faits économiques et sociaux dans les années 1530
Chronologie de l'économie
Années 1520 - Années 1530 - Années 1540

## Événements
- 1529-1531 : crise agricole en Europe[1]. Disette à Paris et en Île-de-France (1530-1532)[2].
- 1530 : les marchands d’Amsterdam prennent l’habitude de s’assembler en une « bourse » pour faciliter les transactions sur les marchandises[3].

- 1530-1540 : commerce de maisons de Bristol, Plymouth ou Southampton sur les côtes du Maroc, en Guinée et au Brésil[4].
- 1532 : la population indienne du Mexique, décimée par la variole, la rougeole, la grippe et la peste, est estimée à 17 millions d’habitants[5] (25 millions avant la conquête, moins de 2 millions en 1580).

- 1533 : au Japon, un marchand de Hakata (Fukuoka) fait venir des spécialistes de Corée pour qu’ils introduisent une méthode d’extraction de l’argent par coupellation dans sa mine d’Iwami rouverte en 1526. La méthode appliqué à d’autres gisements permet d’augmenter sensiblement la production d’argent et de développer les relations commerciales avec la Corée et la Chine dès 1540[6],[7].

- 1534 : 
  - les Fugger obtiennent le droit de battre la monnaie[8].
  - impôt sur la bière en Bohême[9].
- 1534-1536 : division du Brésil en capitaineries héréditaires ; le « bois brésil » ne suffisant plus à assurer le développement économique du nouveau territoire, le roi Jean II de Portugal (João II) le confie à de grands seigneurs (les donataires) qui accordent de vastes domaines à des colons, à charge pour eux d'y faire cultiver la canne à sucre[10].
- Vers 1535 : début d'une période de croissance des prix en Europe[11].
- 1535-1568 : foire de Besançon, foire de change offerte par Charles Quint aux banquiers génois en compensation de la perte de l’accès à la foire de Lyon en 1528 ; elles se déplacent à Chambéry vers 1569-1571, à Poligny vers 1571-1572, puis  Paisance (1579)[12].
- 1535-1600 : l’exploitation des mines d’Amérique jette sur le marché européen de grandes quantités d’or et d'argent par l’intermédiaire de Séville. Les arrivées officielles, qui représentent moins de deux millions de maravédis avant 1535, passent à quatre millions en 1536-1540, quatorze en 1566-1570, à vingt-neuf en 1581-1586 puis culmine à trente-cinq en 1596-1600 avant de baisser fortement. L'or, qui occupe 97 % des envois avant 1530, est supplanté par l'argent qui représente 87 % des expéditions en 1531-1540[13].
- 1536 : 
  - la pauvreté se développe en Angleterre. Pour pallier les effets de la sécularisation des monastères qui tarit une source d’aumône, une loi[14] ordonne le renvoi des pauvres dans leur paroisse d’origine et interdit le vagabondage et la mendicité. Les pauvres doivent être secourus par les paroisses sur les fonds collectés par les aumônes du dimanche[15].
  - traité des capitulations, alliance entre la France et l'Empire ottoman effective en 1569[16] ; les Français obtiennent le quasi-monopole du commerce avec le Levant et organisent le commerce des Échelles grâce à des consulats français jugeant tous les conflits entre chrétiens quelles que soient leurs nationalités. Les Français importent des draps et importent des laines, des cuirs et des épices.
- 1537 : création de l’escudo (3,38 g d’or) et du double escudo en Espagne (doublon ou pistole) qui remplace le ducat (3,52 g d’or)[17].

- 1538, Espagne : Le servicio (es) (impôt exceptionnel voté par les Cortès) passe de 200 millions de maravédis (un ducat = 375 maravédis) à 450 millions[18].
- 1539 : grand tric, révolte des ouvriers typographes lyonnais, première grève ouvrière recensée en France[19].